# Камишенка (Бєлгородська область)
Камишенка (рос. Камышенка) — село у Красненському районі Бєлгородської області Російської Федерації.
Населення становить 172 особи. Входить до складу муніципального утворення Готовське сільське поселення.

## Історія
Населений пункт розташований у східній частині української суцільної етнічної території — східній Слобожанщині.
Згідно із законом від 20 грудня 2004 року № 159 від 20 грудня 2004 року органом місцевого самоврядування було Готовське сільське поселення.

## Населення
| 2002 | 2010 |
| ---- | ---- |
| 192  | ↘172 |